# Selva morale e spirituale
La Selva morale e spirituale (littéralement Forêt morale et spirituelle) est un recueil de quarante œuvres sacrées de Claudio Monteverdi publié en 1640 ou 1641.
Elle est à rapprocher d'une autre partition du même auteur, le Vespro della Beata Vergine (les « Vêpres de la Bienheureuse Vierge Marie », Venise, 1610), devenues très connues, en particulier depuis les années 1960. L'ensemble du recueil, et plus particulièrement certaines pièces, notamment les deux Magnificat, présentent des similitudes avec le Vespro.

## Historique
Le recueil est dédié à Éléonore de Gonzague.
Selon une mention du sommaire, la Selva morale e spirituale regroupe des œuvres sacrées composées par Monteverdi pour la cour de Vincent Ier, duc de Mantoue. Dans les faits, il s'agit plutôt d'une collation de partitions destinées à la cathédrale Saint-Marc de Venise, où Monteverdi est maître de chapelle depuis 1613. Le recueil réunit donc les œuvres sacrées majeures du compositeur qui, à l'âge de 74 ans, livre ainsi son testament artistique.

## Liste des œuvres
1. O ciechi il tanto affaticar che giova - poème de Pétrarque, madrigal moral à 5 voix : SSATB et deux violons
2. Voi ch'ascoltate in rime sparse - sonnet de Pétrarque, madrigal moral à 5 voix : canto, TTTB et deux violons
3. È questa vita un lampo - madrigal d'Angelo Grillo à 5 voix : SSATB
4. Spuntava il dì quando la rosa - canzonetta morale à 3 voix : ATB
5. Chi vol che m'innamori - canzone morale à 3 voix : ATB et deux violons
6. Messa a 4 da cappella - messe à quatre voix : SATB
7. Gloria in excelsis Deo à 7 voix : canto 1, canto 2, ATTBB et instruments Gloria a 7 voci, concertata con due violini e quattro viole da brazzo ovvero quatro tromboni quali anco [ancienne forme pour : anche] si ponno lasciare se occorresse l'accidente (Gloria à 7 voix, concerté avec deux violons et quatre violes de bras, ou quatre trombones, lesquels on peut délaisser à l'occasion)
8. Crucifixus à 4 voix : AT/Quinto (c'est-à-dire cinquième pupitre vocal, ou quinta voce : cinquième voix) /TB
9. Et resurrexit pour deux sopranos ou deux ténors et deux violons
10. Et iterum venturus est à 3 voix : deux contralti et basse
11. Ab æterno ordinata sum : motet pour voix de basse seule
12. Dixit Dominus Domino meo (I) à 8 voix : SSAATTBB et instruments con due violini e quattro viole o Tromboni quali se portasse l'accidente anco [ancienne forme pour : anche] si ponno lasciare
13. Dixit Dominus Domino meo (II) à 8 voix : SSAATTBB et instruments concertato con gli stessi instrumenti del primo e nel medesimo modo (« concerté avec les mêmes instruments que le premier et dans le même mode »)
14. Confitebor tibi, Domine (I) a 3 voci con 5 altre voci ne repieni : ATB et SSATB
15. Confitebor tibi, Domine (II) - à 3 voix : STB et deux violons
16. Confitebor tibi, Domine (III) alla francese a 5 voci qual si puo concertare se piacerà con quattro viole da brazzo lasciando la parte de soprano alla voce sola : SSATB et instruments (« Confiteor tibi, Domine, à la française à 5 voix, lequel se peut concerter si on le souhaite avec 4 violes de bras, en laissant la partie de soprano à la voix seule »)
17. Beatus vir (I) a sei voci concertato con due violini et 3 viole da brazzo ovvero 3 tromboni quali anco [ancienne forme pour : anche] si ponno lasciare : SSATTB et instruments
18. Beatus vir (II) a 5 voci qual si puo cantare ridoppiato e forte o come piacerà : SATTB
19. Laudate, pueri, Dominum (I) - à 5 voix : SSTTB et deux violons
20. Laudate, pueri, Dominum (II) - à 5 voix : SATTB
21. Laudate Dominum, Omnes gentes (I)) - a cinque voci concertato con due violini e un coro a quattro voci qual potrasi e cantare e sonare con quattro viole o tromboni e anco [ancienne forme pour : ed anche] lasciare se acadesse il bisogno
22. Laudate Dominum, Omnes gentes (II) - à 8 voix : SSAATTBB et deux violons
23. Laudate Dominum, Omnes gentes (III) - à 8 voix : SSAATTBB
24. Credidi propter quod locutus sum - à 8 voix en deux chœurs a cappella : SATB et ATTB
25. Memento, (Domine, David) et omnis mansuetudini eius - à 8 voix en deux chœurs a cappella : SATB et ATTB
26. Sanctorum meritis inclita gaudia (I) a voce sola et due violini sopra alla qual aria si potranno cantare anco [anche] altri hinni pero che sino dela stesso metro Canto
27. Sanctorum meritis inclita gaudia (II) concertato a voce sola con due violini sopra al qual aria si potranno cantare anco [anche] altri hinni pero che sino de lo stesso metro Ténor
28. Deus tuorum militum sors et corona - a voce sola e due violini Ténor
29. Iste confessor Domini sacratus (I) - a voce sola e due violini Ténor
30. Iste confessor Domini sacratus (II) - a voce sola e due violini sopra alla qual aria si puo cantare parimente. Ut queant laxis di San Gio.[vanni] Batt.[ista] e simili Deux sopranos
31. Ut queant laxis resonare fibris - Deux canti et deux violons
32. Deus tuorum militum sors et corona - à 3 voix : deux ténors et basse, et deux violons
33. Magnificat (I) - à 8 voix en deux chœurs SATB, SATB e due violini et quattro viole ovvero quattro tromboni quali in accidente si ponno lasciare
34. Magnificat (II) - à quatre voix CATB a cappella In primo tuono
35. Salve Regina (I) - a voce sola con dentro un ecco voce sola riposta d'ecco et due violini
36. Salve Regina (II) - à deux voix : deux ténors ou deux sopranos
37. Salve Regina (III) - à trois voix : alto, ténor ou soprano et basse
38. Jubilet tota civitas a voce sola (due canti) in dialogo
39. Laudate Dominum in sanctis eius - à voix seule : soprano ou ténor
40. Iam moriar, mi Fili - a voce sola sopra Il Lamento d'Arianna

## Sources
- Monteverdi par Roger Tellart, éditions Fayard, chapitre XIX, pages 459 à 492